# 横川尚隆
横川 尚隆（よこかわ なおたか、1994年7月10日 - ）は、日本のボディビルダー、タレント、YouTuber。東京都出身。血液型はA型。

## 略歴
1994年7月10日、男3兄弟の三男として誕生。東京都大田区出身。日本体育大学荏原高等学校卒。小学生の時は、ソフトボールで全国ベスト8、関東大会で優勝した経験がある。学生時代、漫画『グラップラー刃牙』に登場する範馬勇次郎に憧れて、トレーニングを開始する。
「フィジーク」という競技があることを知ったのは、トレーニングを始めた後のことだった。
2019年のJBBF 日本ボディビル選手権で優勝し、日本人で初めてIFBBエリートプロカードを取得。プロボディビルダーとなった。

## 人物
- 身長：170cm[2]
- 体重：77kg（オン） 97kg（オフ）
- 1日の食事は6 - 7回+プロテイン（減量時も増量時もこの量がベース）。
- 文京区にあるスポーツの専門学校に通っていた。
- 憧れの人物は範馬勇次郎。
- 好物はペヤング。
- 2019年11月7日放送分の『ダウンタウンDX』に出演した際にバームクーヘンという単語が浮かんでこないなど、食べ物を表す単語を上手く言えない天然ぶりから出演者らを唖然とさせた[3]。他にも「プロテイン風呂を試みたが効果が無かった」「彼女との別れ話の最中にプロテインを補給しようとしたら、彼女に激怒されそのまま別れた」等の多くの逸話を持つ。
- 2019年10月24日放送分の『アウト×デラックス』では消費者金融から80万円の借金があるにもかかわらず無職を貫いていることを明かし、さらに「働かないっす。だって面倒臭いっすもん」と働いていない理由を説明した[4]。
- 過去にスポーツジムで勤務経験があり電話応対が酷いことから半年で解雇されたことがある。
- 2022年8月14日放送分の『呼び出し先生タナカ』にて島太星（NORD）、小宮璃央の3人でボーイズユニット「小中大」を結成した。

## 戦績
- ベストフィジークジャパン2014ミスターベストフィジーク2位
- 2015年
  - 「JBBF 第2回オールジャパンメンズフィジーク172cm以下級」優勝&オーバーオール3位
- 2016年
  - 「JBBF 東京ボディビル選手権」予選落ち
  - 「JBBF 日本ジュニアボディビル選手権」優勝
  - 「IFBB 世界ジュニアボディビル選手権」2位
- 2017年
  - 「JBBF 日本クラス別ボディビル選手権80㎏以下級」優勝
  - 「JBBF 東京ボディビル選手権」優勝
  - 「JBBF 日本ボディビル選手権」6位
- 2018年「JBBF 日本ボディビル選手権」2位
- 2019年「JBBF 日本ボディビル選手権」優勝

## 出演

### テレビ番組
- アウト×デラックス（フジテレビ系、2019年2月7日 - 2022年3月17日） - レギュラー
- トリニクって何の肉!?（テレビ朝日系、2020年5月5日 - 2022年3月1日） - レギュラー
- 呼び出し先生タナカ（フジテレビ系、2022年4月24日 - ） - 不定期
- ネプリーグ（フジテレビ、2024年4月29日）
- 人間研究所 〜かわいいホモサピ大集合!!〜（日本テレビ系、2025年5月21日）※中京テレビ制作

### ラジオ番組
- 横川尚隆のムキムキラジオ (ニッポン放送、2024年10月1日 - ) - 毎週火曜日21時30分〜21時50分 - 自身初の冠番組

### MV
- 紗倉ひびき（ファイルーズあい）、街雄鳴造（石川界人）「お願いマッスル」（2019年） - トレーナー 役
- 【推しの子】「ぴえヨンブートダンス」（2023年） - ぴえヨン 役

### CM
- ほけんの窓口 指原リアルボイス（ほけんの窓口グループ）
  - モヤモヤソング『ボディビルダー』篇（2021年1月1日 - ）[5] - 指原莉乃と共演

### Web番組
- 風雲!たけし城（Amazon Prime Video、2023年4月21日 - ）